# Sztolnie Stoleckie
Sztolnie Stoleckie – wyrobiska poeksploatacyjne w zboczu Góry Wapiennej na Przedgórzu Sudeckim, w paśmie Wzgórz Niemczańsko-Strzelińskich. Pod względem administracyjnym w województwie dolnośląskim, w powiecie ząbkowickim.
Sztolnie w Skałach Stoleckich położone są na terenie rezerwatu Skałki Stoleckie w pobliżu Ząbkowic Śląskich na północny zachód od wsi Stolec. Są to podziemne wyrobiska poeksploatacyjne z XVIII i XIX wieku pozostałe po wydobyciu rud srebra i wapienia. Sztolnie to ciąg chodników oraz komór o nieregularnych kształtach o łącznej długości 500–600 m. Wysokość niektórych podziemnych komór dochodzi do kilkunastu metrów. Część z pomieszczeń zalanych jest stale wodą, tworzącą podziemne jeziorka. Warunki mikroklimatyczne są bardzo zróżnicowane, ale zapewniają wielu gatunkom nietoperzy optymalne warunki hibernacji.
W Sztolniach znajduje się jedno z najbogatszych stanowisk nietoperzy na Dolnym Śląsku, reprezentowanych tu przez 10 gatunków. W tym kilka gatunków objętych jest ochroną ścisłą.